# Schedorhinotermes umbraticus
Schedorhinotermes umbraticus es una especie de termita subterránea del género Schedorhinotermes, de la familia Rhinotermitidae, orden Blattodea.

## Distribución
Se distribuye por Papúa Nueva Guinea, en el este y occidente de Nueva Bretaña.

## Taxonomía
Fue descrita por Hill en 1927.
Tratamiento taxonómico
La especie aparece registrada y publicada en Termites from the Australian region.—Part I. Memoirs of the National Museum, Melbourne, 7(1), 5–120 + 9 pls.